# شهرستان پئوریا (ایلینوی)
شهرستان پئوریا (به انگلیسی: Peoria County) یک شهرستان در ایالات متحده آمریکا است که در ایلینوی واقع شده‌است. شهرستان پئوریا ۱٬۶۳۴٫۲۹ کیلومتر مربع مساحت دارد.